# 2056
2056 (ММLVI) е високосна година, започваща в събота според григорианския календар. Тя е 2056-а година от новата ера, петдесет и шестата от третото хилядолетие и седмата от 2050-те.